# 루촨-핑몐 전쟁
루촨-핑몐 전쟁(麓川平緬戰爭)은 명나라 정통제가 미얀마 몽 마오 왕국의 소수민족 샨족과 벌인 전쟁이다. '루촨'과 '핑몐'은 명나라와 미얀마 국경 사이에 위치한 지역의 명칭으로, 룽촨현과 루이리시를 통칭한다.

## 배경
1398년에 명나라와 몽 마오 왕국과의 군사적 분쟁이 있은 다음, 몽 마오 왕국의 노쇠한 권력자가 세상을 떠나자 미얀마와 명나라 국경지대에는 권력의 세대교체가 일어나게 된다. 이후 몽 마오 왕국은 전 최고지도자 룬파의 아들인 시 칭파가 차지했으며, 지방 대가문들과 결탁하여 윈난성을 침략하여 약탈하다가, 국경수비대가 출동하자 달아났다. 이후 몽 마오 왕국은 총 5명의 지도자에 의해 나눠지는 5개 구역으로 나누어졌으며, 그 5개 지역을 관리하는 최고 지도자인 시 칭파는 명나라에게 정기적인 조공을 보내며 입조하였다. 하지만 1413년, 그는 정기적인 조공 무역을 무시하고 중국의 사신을 마음대로 가두었다는 이유로 자리에서 쫓겨났고, 그의 동생인 시 렌파가 그 대신 지도자가 되었다.
이후 1413년에서 1433년까지, 약 20년의 세월 동안 지역 왕국들이 이 지역을 차지하기 위해 치열한 경쟁을 벌이고 서로를 비난하며 명나라에 도움을 요청했으나, 명나라는 사신을 파견하여 서로를 중재하는 것에 그칠 뿐 적극적인 군사 조치를 취하지 않았다. 1436년 3월, 시 렌파는 몽 마오 왕국에 부과된 2,500 테일의 세금을 면제해 달라고 명나라에 요청했고, 정통제는 신하들의 반대에도 불구하고 이를 허락해주었다. 1437년 11월, 시 렌파는 주변 지역을 침범하여 자신의 영토로 병합하였다. 이후 쫓겨난 지역의 권력자들은 명나라에 탄원서를 보내 시 렌파의 행동을 규탄하였고, 윈난성의 명나라 군사령관 무성은 이 일에 개입하기로 결정하였다. 그는 수도에 몽 마오 왕국이 불법적으로 주변 지역들을 강제로 병합하고 있다는 내용의 보고서를 올렸고, 명나라의 허락 없이 마음대로 군세를 키우고 세금을 걷었다고 지적하였다.
보고서를 받은 명나라 조정은 몽 마오 왕국을 치기로 결심하였고, 원정군을 꾸리기 시작했다. 명나라의 전통적인 외치 정책인 분할 통치 정책이 몽 마오 왕국에는 제대로 적용되지가 못했기에 이 사안을 더더욱 심각하게 본 것이다. 명나라는 1438년 12월에 무성 장군에게 명을 내려 진군을 명령했다.